# Bad Sobernheim
Bad Sobernheim est une municipalité allemande située dans le land de Rhénanie-Palatinat et l'arrondissement de Bad Kreuznach.

## Monuments et lieux touristiques
Église Saint-Matthias sacrée par Willigis de Mayence environ l'an mille. L'orgue de l'église fut fabriquée par la famille Stumm.
La commune possède un Musée de plein air Freilichtmuseum et un parcours adapté aux pieds nus autour de la Nahe.

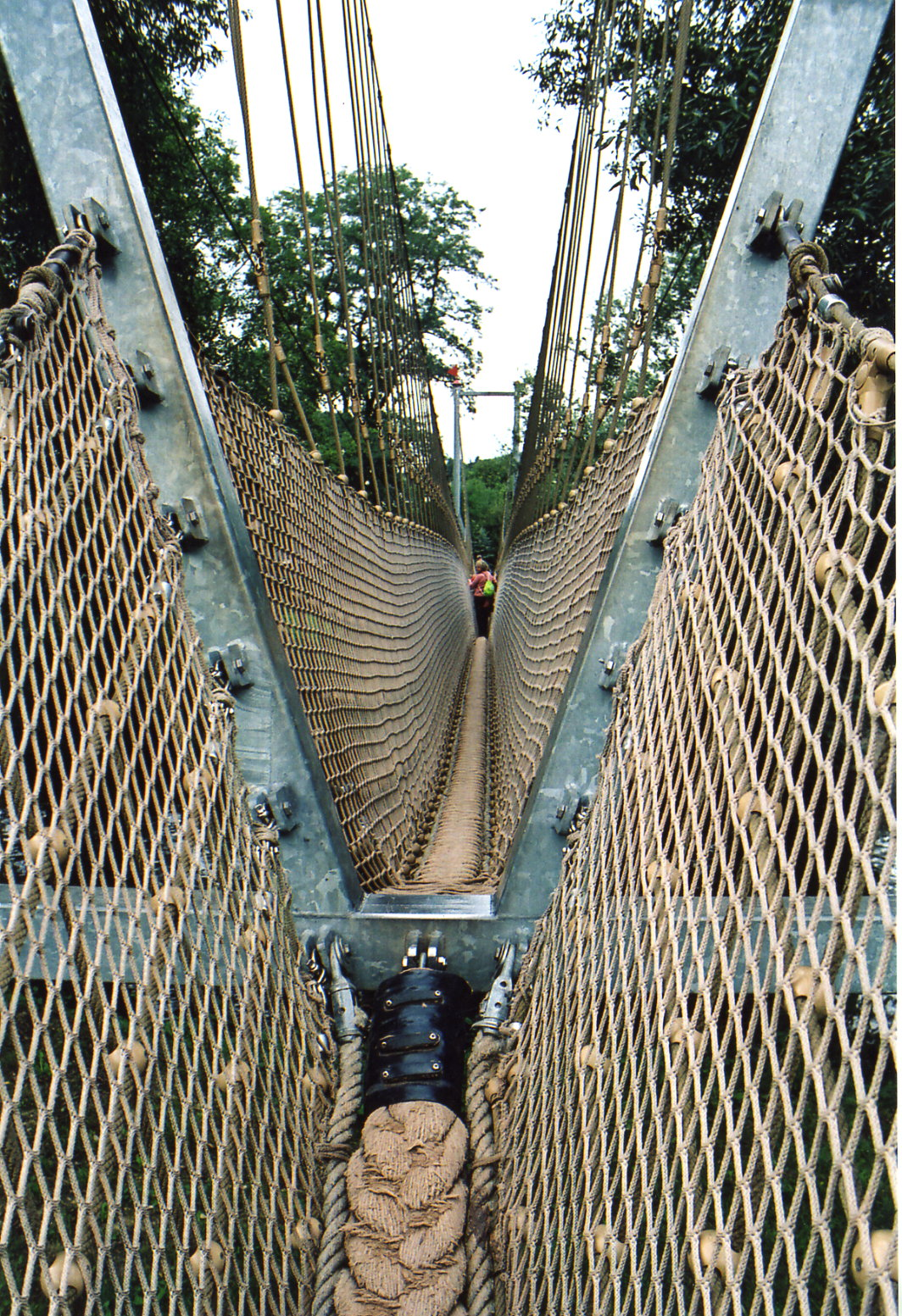
Traversée de la Nahe pieds nus

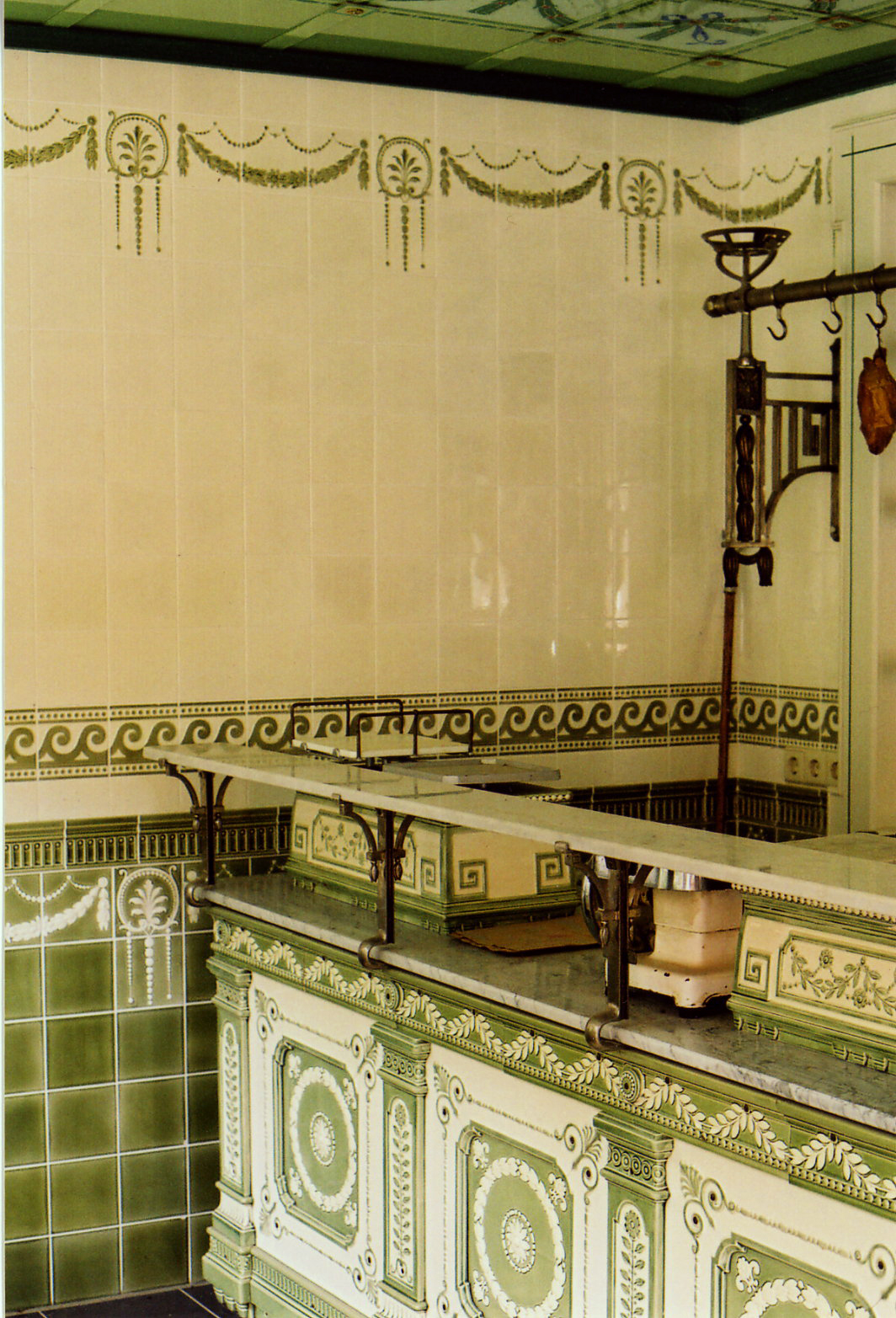
Boucherie aux faïences Villeroy & Boch, Freilichtmuseum

## Personnalités liées à la ville
- Bruno Ernst Buchrucker (1878-1966), militaire né à Bad Sobernheim.
- Paul Schneider (1897-1939), pasteur né à Pferdsfeld.
- Harro Bode (1951-), champion olympique de voile et scientifique né à Bad Sobernheim.
- Heinz-Peter Schmiedebach (1952-), historien né à Bad Sobernheim.
- Andreas Hartenfels (1966-), homme politique né à Bad Sobernheim.